# Wunderlichia
Wunderlichia je rod glavočika iz potporodice Wunderlichioideae. Postoji šest priznatih vrsta, brazilski endemi.
Rod je opisan u Genera Plantarum 2: 489. 1873.

## Vrste
1. Wunderlichia azulensis Maguire & G.M.Barroso
2. Wunderlichia bahiensis Maguire & G.M.Barroso
3. Wunderlichia cruelsiana Taub.
4. Wunderlichia insignis Baill.
5. Wunderlichia mirabilis Riedel ex Baker
6. Wunderlichia senae Glaz. ex Maguire & G.M.Barroso